# Normand Baron
Normand Baron (ur. 15 grudnia 1957 r. w Verdun w prowincji Quebec, Kanada) był profesjonalnym zawodnikiem hokeju na lodzie, a także – przez krótki okres – profesjonalnym kulturystą.
Drużyny hokejowe, do których przynależał:
| Sezon    | Drużyna               | Liga  |
| -------- | --------------------- | ----- |
| 1976-'77 | Montreal Juniors      | LHJMQ |
| 1983-'84 | Nova Scotia Voyageurs | AHL   |
| 1983-'84 | Montreal Canadiens    | NHL   |
| 1984-'85 | Sherbrooke Canadiens  | AHL   |
| 1985-'86 | Peoria Rivermen       | IHL   |
| 1985-'86 | Flint Spirits         | IHL   |
| 1985-'86 | St. Louis Blues       | IHL   |